# Camille Butcher
Camille Butcher (* 24. November 1980 in Newport) ist eine britisch-französische Opernsängerin in der Stimmlage Sopran.

## Leben
Butcher wurde in Wales geboren und studierte zwischen 2002 und 2006 am Royal Welsh College of Music and Drama in Cardiff, danach an der Hochschule für Musik Karlsruhe und an der Musikhochschule Lübeck. Sie war von 2009 bis 2011 Mitglied des Internationalen Opern Studios in Zürich und sang am Opernhaus Zürich unter anderem Gretel in Hänsel und Gretel und die erste Solostimme und erste nackte Jungfrau in Moses und Aron.
Bereits während ihres Studiums trat sie als Erste Hexe in Georg Friedrich Händels Dido and Aeneas, in der Titelrolle in Carl Orffs Die Kluge und als Laura in Carl Millöckers Der Bettelstudent in Karlsruhe und Lübeck auf und sang Barbarina in Le nozze di Figaro am Theater Pforzheim. 2009 übernahm Camille Butcher die Rolle der Anna Reich in Die lustigen Weiber von Windsor auf Schloss Weikersheim. Als Pamina in Die Zauberflöte debütierte sie 2010 in Bregenz. In der Spielzeit 2010/11 sang sie die Papagena in Die Zauberflöte am Nationaltheater Mannheim. 2011/2012 ist sie Gastmitglied im Ensemble des Landestheaters Salzburg. 2012–2015 war Butcher Ensemblemitglied am Konzert Theater Bern.

## Rezeption
Sigfrid Schibli rezensierte in der Basler Zeitung die Inszenierung des Tannhäuser am Opernhaus Zürich und hebt dabei hervor: „Ein Lichtblick ist der junge Hirt von Camille Butcher.“ Für Marianne Mühlemann von Der Bund ist Butchers „anrührende Verzweiflungs-Arie «Ach ich fühls» […] einer der Höhepunkte“ in Nigel Lowerys Zauberflöte am Konzert Theater Bern. Für den Dokumentarfilm „Die Schönheit der Stimme“ des Schweizer Fernsehens und Arte begleitete die Regisseurin Sabine Gisiger die Ausbildung Butchers am Opernstudio Zürich ein Jahr lang mit der Kamera.

## Diskografie
- Songs of Max Kowalski. Mit Simon Wallfisch, Bariton und Edward Rushton, Klavier (Nimbus Records, 2023)[6]

## Auszeichnungen
- 2006: Erster Preis beim Monmouth-Gesangswettbewerb[7]
- 2009: Sonderpreis der „Walter und Charlotte Hamel Stiftung“ als „vielversprechende Opernsängerin“.[8]